# فيروسة صغيرة

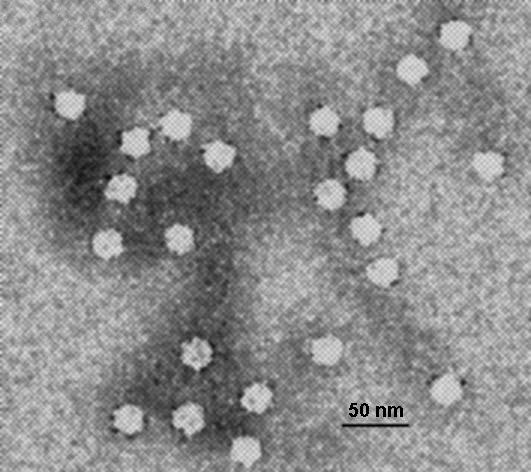

الحَطِيطَة أو الفيروسة الصغيرة أو فيروس بارفو (بالإنجليزية: Parvovirus)هي إحدى أصغر الفيروسات، وهي فيروس ذات الدنا أحادي السلسلة، يبلغ قطرها من 18 إلى 28 نم.
هو فيروس يصيب الجهاز الهضمي عند الكلاب، ويعمل على تقرّح الجهاز مما يسبب في المرحلة الأولى خمول وفقدان الشهية وفي مراحل متطورة نزيف داخلي حيث يستطيع صاحب الكلب رؤية الدماء تخرج عند عملية التبرز. ينتقل المرض من كلب لآخر عبر ملامسة البراز باللسان أو تذوقه وأكله، كما ينتقل من الأم إلى الجراء. إذا لم يُعالج يؤدي للموت بشكل محتوم.

## الأعراض
أعراض الإصابة بالفيروس هي:
1. خمول وكسل شديد.
2. عدم الرغبة بالأكل أو الشرب.
3. ظهور دماء بالبول أو البراز.

## العلاج
عند شعورك بن جروك مصاب بهذا الفيروس أسرع به إلى الطبيب البيطري. إذا تم نقل الجراء أو الكلاب في الوقت المناسب قد يستطيع الطبيب البيطري التصدي للفيروس عبر المضادات الحيوية، أما إذا لم يتم الاعتناء بالجرو وإهمال المرض فقد يودي بحياتهم خلال أيام معدودة.

## الوقاية
الجراء بعمر 42 يوم عليهم أخذ تطعيم ضد هذا الفيروس، وأي تأخير أو إهمال للتطعيم يؤدي لاحتمال إصابتهم بفيروس الحطيطة «بارفور» وقد يودي بحياتهم.